# Périer
Périer je priimek več oseb:
- Antoine-Pierre-Etienne de Périer, francoski general
- Germain-Charles-Henri Périer, francoski general